# Acteon archibenthicola
Acteon archibenthicola is een slakkensoort uit de familie van de Acteonidae. De wetenschappelijke naam van de soort is voor het eerst geldig gepubliceerd in 1955 door Habe.